# Chaetomitrium ctenidioides
Chaetomitrium ctenidioides är en bladmossart som beskrevs av Brotherus in Schumann och Lauterbach 1900. Chaetomitrium ctenidioides ingår i släktet Chaetomitrium och familjen Hookeriaceae. Inga underarter finns listade i Catalogue of Life.